# Bisbat de Bjelovar-Križevci
El Bisbat de Bjelovar-Križevci - Bjelovarsko-križevačka biskupija en croat; Dioecesis Osloensis (llatí) - és una seu de l'Església catòlica a Croàcia. Al 2018 tenia 152.800 batejats d'un total de 161.500 habitants. Actualment està regida pel bisbe Vjekoslav Huzjak. La diòcesi va ser erigida el 5 de desembre de 2009 en virtut de la butlla De maiore spirituali bono del papa Benet XVI, prenent el territori de l'arquebisbat de Zagreb. Des del 5 de desembre de 2009 el bisbes és Vjekoslav Huzjak.
La diòcesi comprèn part del comtat croat de Bjelovar - Bilogora i de Koprivnica - Križevci. El territori s'estén sobre 3.741 km² i està organitzat en 58 parròquies.
La seu episcopal és la ciutat de Bjelovar, on es troba la catedral de Santa Teresa d'Àvila. A Križevci hi ha la cocatedral de la Santa Creu.

## Demografia

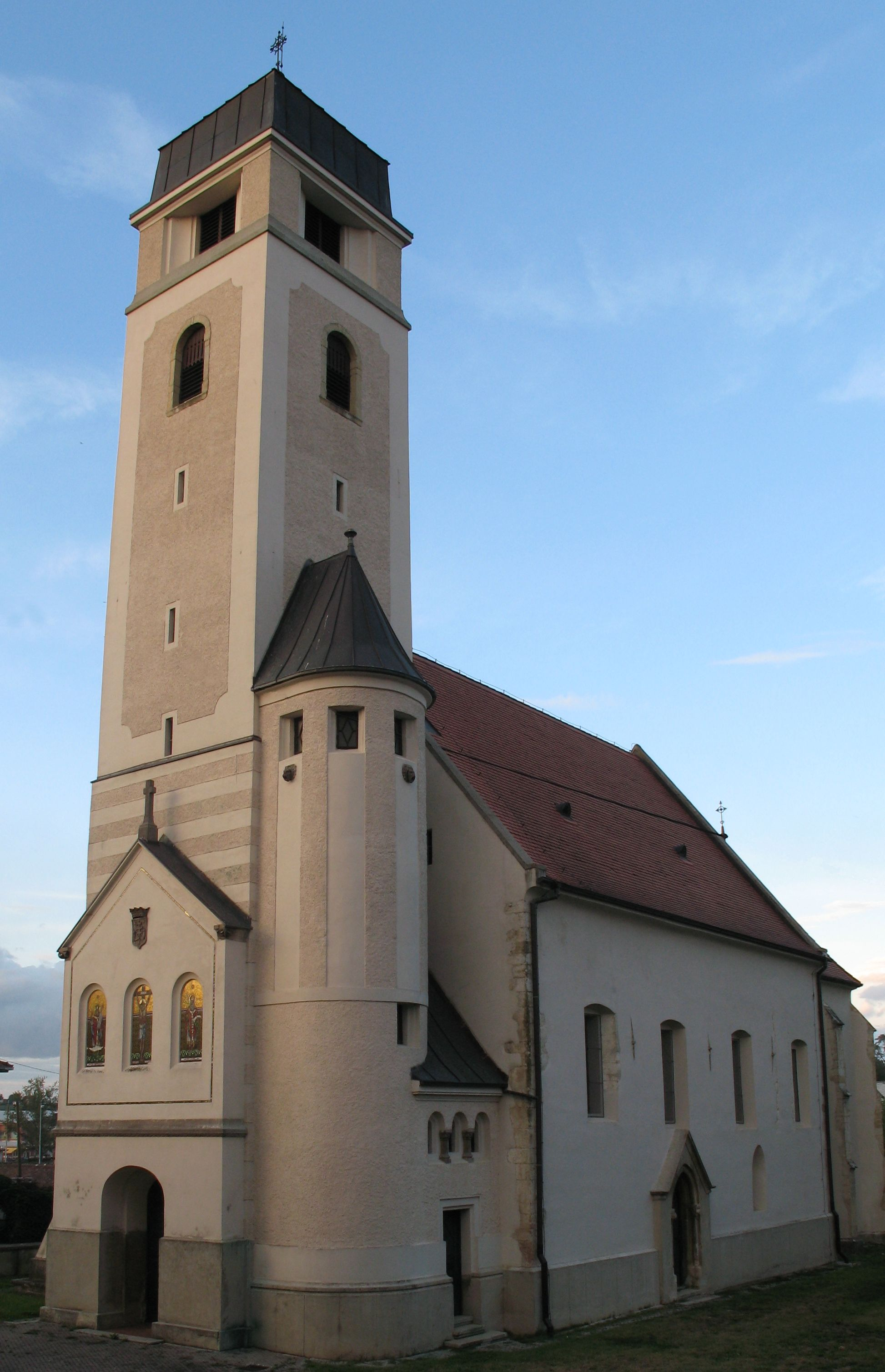
La cocatedral de la Santa Creu de Križevci.

A finals del 2018, la diòcesi tenia 152.800 batejats sobre una població de 161.500 persones, equivalent al 94,6% del total.
| any  | població | població | població | sacerdots | sacerdots       | sacerdots       | sacerdots             | Diaques | religiosos | religiosos | Parròquies |
| ---- | -------- | -------- | -------- | --------- | --------------- | --------------- | --------------------- | ------- | ---------- | ---------- | ---------- |
| any  | batejats | total    | %        | total     | clergat secular | clergat regular | batejats por sacerdot | Diaques | homes      | dones      |            |
| 2010 | 185.000  | 195.000  | 94,9     | 56        | 52              | 4               | 3.303                 |         | 4          | 24         | 57         |
| 2012 | 174.700  | 189.068  | 92,4     | 64        | 60              | 4               | 2.729                 |         | 4          | 25         | 58         |
| 2015 | 168.700  | 178.150  | 94,7     | 61        | 57              | 4               | 2.765                 |         | 6          | 24         | 58         |
| 2018 | 152.800  | 161.500  | 94,6     | 64        | 60              | 4               | 2.387                 | 1       | 17         | 26         | 58         |